# Léon XIV
Pour les articles homonymes, voir Robert Prévost et Prevost.
Robert Francis Prevost (prononcé /ˈrɒbərt ˈfrænsɪs 'priːvoʊst/ en anglais américain), né le 14 septembre 1955 à Chicago (Illinois, États-Unis), est un prélat catholique américain naturalisé péruvien, élu pape le 8 mai 2025 sous le nom de Léon XIV (en latin : Leo XIV, en italien : Leone XIV, en anglais : Leo XIV, en espagnol : León XIV). En qualité d'évêque de Rome, il est le 267e pape de l'Église catholique ainsi que le chef d'État du Vatican.
Premier souverain pontife originaire des États-Unis, il est également le deuxième pape issu de l'ordre de Saint-Augustin, après Eugène IV, au XVe siècle. Missionnaire au Pérou entre 1985 et 1998, il exerce ensuite des responsabilités à la maison-mère de son ordre à Rome de 2001 à 2013, puis est nommé évêque du diocèse péruvien de Chiclayo. Ayant pris la nationalité péruvienne en 2015, cela fait de lui premier pape péruvien.
Le 30 janvier 2023, il  est nommé par le pape François pour succéder au cardinal Ouellet à la tête du Dicastère pour les évêques, l’un des postes les plus stratégiques de la Curie romaine, responsable de la nomination des évêques dans le monde entier. Il prend officiellement ses fonctions le 12 avril 2023. Le 30 septembre de la même année, lors du consistoire présidé par François, il est créé cardinal-prêtre. Deux ans plus tard, à la suite de la mort du pape François en avril 2025 puis du conclave, il est élu au trône de Pierre le 8 mai 2025.

## Contexte familial et ascendance

### Famille
Robert Francis Prevost est né le 14 septembre 1955,, au Mercy Hospital (en) de Chicago, dans l'Illinois,,, de Louis Marius Prevost, né le 28 juillet 1920 à Chicago et mort le 8 novembre 1997 à Homewood, et de Mildred Agnes Martinez, née le 30 décembre 1911 à Chicago et morte le 18 juin 1990 à Chicago Heights,,,. Ses parents se sont mariés le 29 janvier 1949 en la cathédrale du Saint-Nom de Chicago,.
Son père, d'ascendance italienne et française, est un vétéran de la Seconde Guerre mondiale ayant commandé une barge de débarquement pour l'infanterie, lors du débarquement de Normandie et du débarquement de Provence, et qui terminera sa carrière au sein de l'US Navy avec le grade de lieutenant de vaisseau,,. Il devient plus tard surintendant (en) du district scolaire Brookwood 167 (en) à Glenwood dans l'Illinois,. Sa mère, bibliothécaire engagée dans la vie paroissiale,, est une femme métisse d'ascendance créole louisianaise, et dont deux des sœurs étaient religieuses. Elle est diplômée de l'université DePaul avec une licence en sciences de l'information et des bibliothèques obtenue en 1947.

### Généalogie
Son grand-père paternel, Salvatore Giovanni Gaetano Riggitano, alias John R. Prevost,, né le 24 juin 1876 à Milazzo, en Sicile, et mort le 22 mai 1960 à Détroit, dans le Michigan, était professeur de langues romanes au conservatoire de Quincy puis au Kimball Hall de Chicago. Sa grand-mère paternelle, Suzanne Louise Marie Fontaine, née le 2 février 1894 au Havre, et morte le 10 octobre 1979 à Détroit, est une Française d'origine normande, arrivée aux États-Unis en 1915 à bord du transatlantique La Touraine,, et qui était infirmière. Elle était née de l'union d'un couple de pâtissiers nommés Ernest Auguste Fontaine, né le 6 septembre 1857 à Saint-Pierre-sur-Dives, dans le Calvados, et Jeanne Eugénie Prévost, née le 15 novembre 1864 à Paris, mais issue d'une famille du pays de Caux en Seine-Maritime. Les grands-parents du pape prirent le nom de la mère de Suzanne lorsqu'ils déclarèrent leurs deux fils. Léon XIV, alors cardinal, a évoqué ses racines normandes avec Dominique Lebrun, archevêque de Rouen. 
Son grand-père maternel, Joseph Nerval Martinez, né le 8 janvier 1864 à La Nouvelle-Orléans, en Louisiane, et mort le 31 juillet 1926 à Chicago,, est un fabricant de cigares probablement né en Haïti, et francophone. Sa grand-mère maternelle, Louise Baquié, née le 4 février 1868 à La Nouvelle-Orléans et morte le 17 novembre 1945 à Des Plaines, est une créole métisse de Louisiane, fille d'un cordonnier et petite-fille d'Aristide Bacquié, né en Guadeloupe en 1811,,,,. Tous deux étaient issus de familles de gens de couleur — dits mulâtres — avec des ancêtres colons européens et esclaves noirs (ou affranchis),,,. Léon XIV est ainsi le premier pape ayant une ascendance africaine subsaharienne et le premier pape avec une ascendance africaine depuis le Ve siècle,,. Par sa grand-mère maternelle, Léon XIV descend également de familles françaises aux origines varoise, béarnaise et marseillaise. 
Selon Pierre Gendreau-Hétu, chercheur associé au Programme de recherche en démographie historique de l'Université de Montréal, et Luc Baronian, professeur de linguistique à l'Université du Québec à Chicoutimi, le pape a des origines québécoises du côté maternel : il serait le descendant de Pierre Boucher, fondateur de la ville de Boucherville dans la région de Montérégie et premier colon de la Nouvelle-France anobli par le roi Louis XIV,.

## Formation

### Jeunesse et scolarité

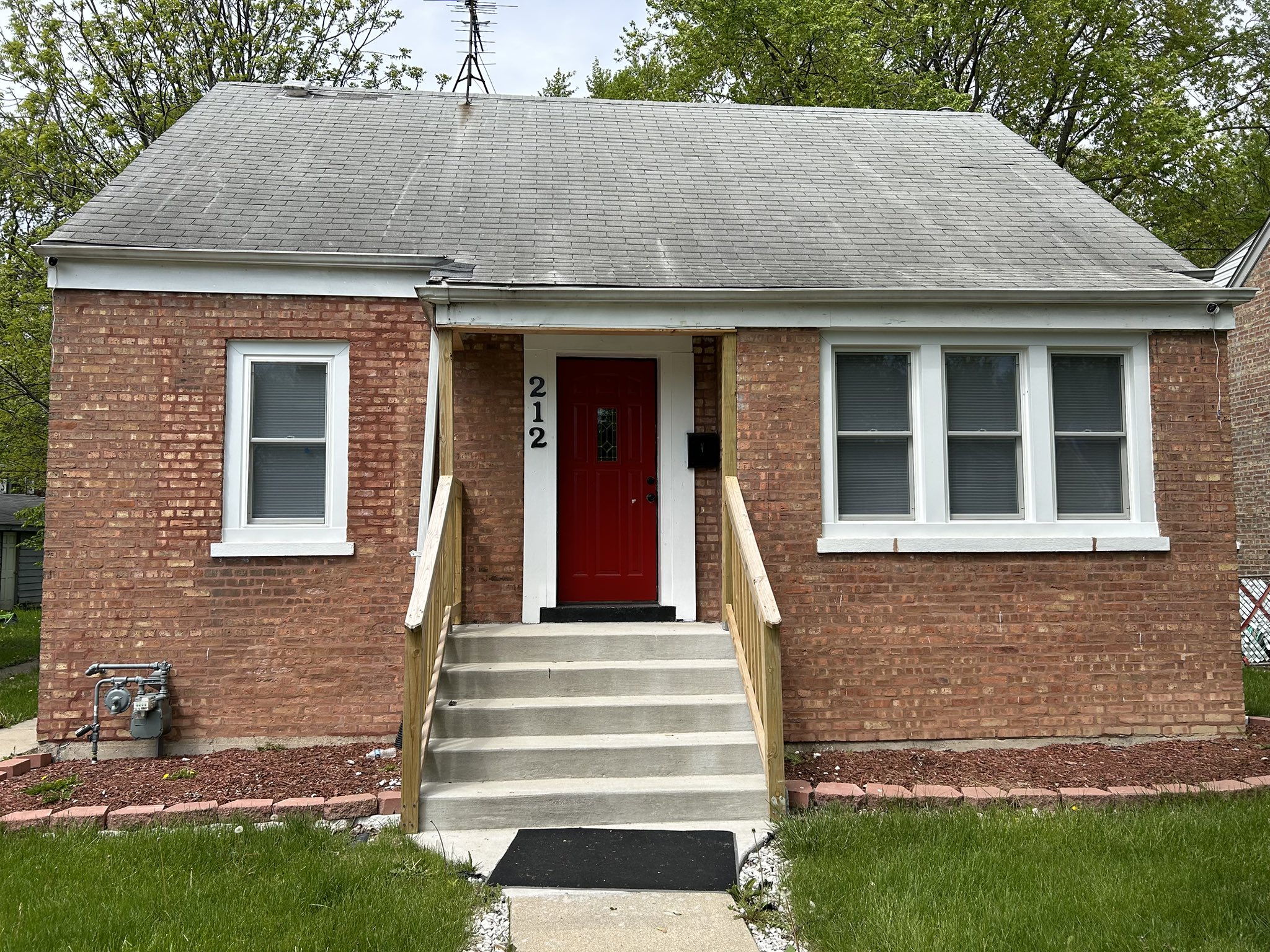
Maison d'enfance du pape Léon XIV à Dolton, dans l'Illinois.

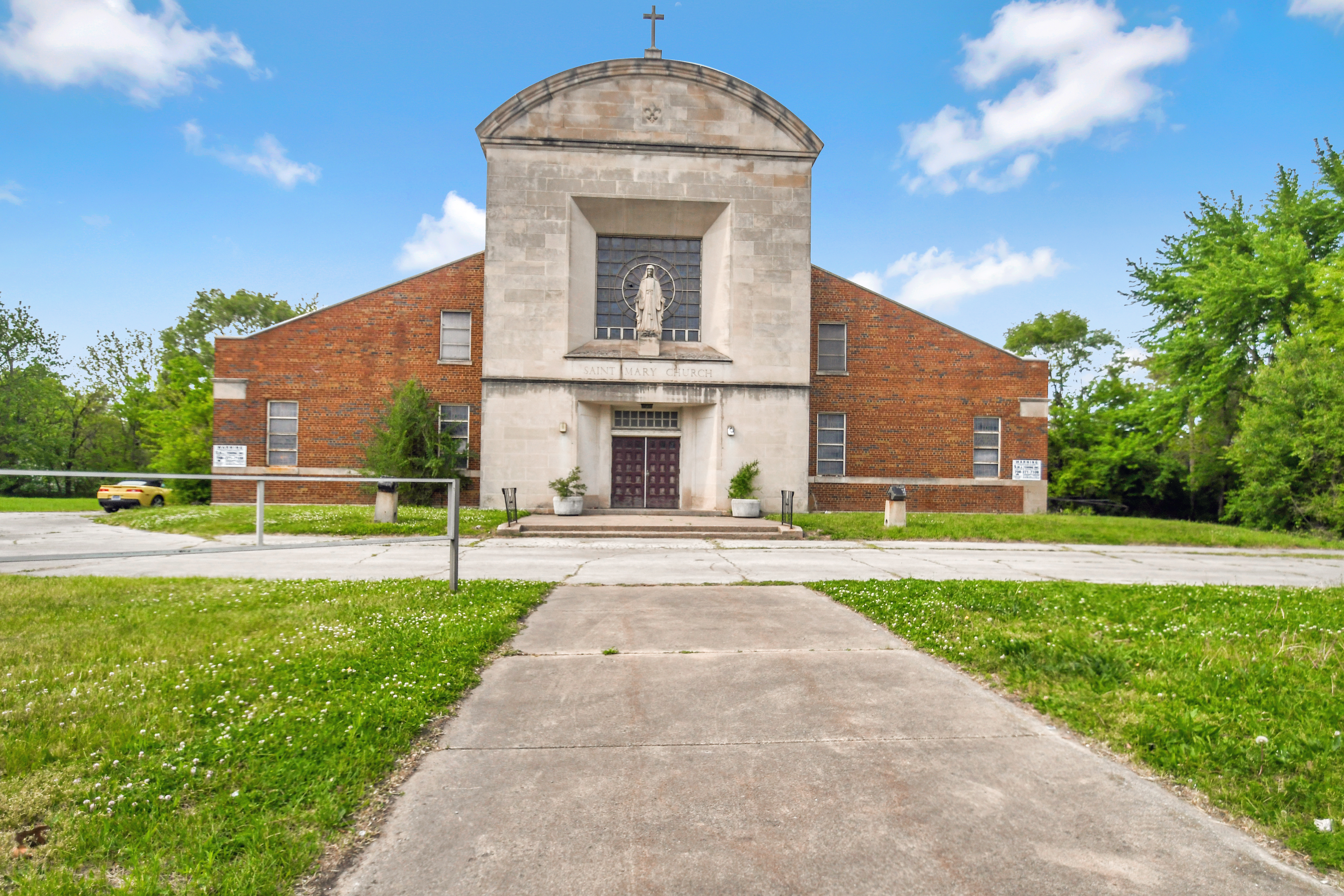
Sainte-Marie-de-l'Assomption.

Surnommé Bob ou Rob durant son enfance et ensuite par ses amis à l'âge adulte,,, Robert Francis Prevost grandit dans le village de Dolton, dans la banlieue limitrophe sud de Chicago, avec ses deux frères aînés, Louis Martín et John Joseph, respectivement vétéran de la marine résidant en Floride et directeur d'école à la retraite demeurant à Chicago,,.
Il vit alors dans la paroisse Sainte-Marie-de-l'Assomption, à Riverdale, où, à partir de l'âge de 5 ans, il va à l'école, chante dans la chorale et sert comme enfant de chœur,,,. Robert Francis Prevost aspire à la prêtrise dès son plus jeune âge, et joue la messe à la maison avec ses frères, sur une table à repasser avec des bonbons en guise d'hostie,.
De 1969 à 1973, il fréquente le lycée du Séminaire Saint-Augustin, un petit séminaire situé sur le canton de Laketown entre Holland et Saugatuck, dans le Michigan,. Il y obtient une récompense pour l'excellence de ses résultats et apparaît régulièrement sur le tableau d'honneur. Il est rédacteur en chef de l'annuaire et secrétaire du conseil étudiant ainsi que membre de la National Honor Society,. Il participe également à des discours et à des débats et fait partie des équipes de tennis et de bowling du lycée. Il termine en 1973 ses études secondaires au petit séminaire augustin de la paroisse Sainte-Marie-de-l'Assomption,.

### Université
Robert Francis Prevost obtient en 1977 un Bachelor of Science (BS) en mathématiques à l'université Villanova, un collège augustin près de Philadelphie,,. Il rejoint les Augustins le 1er septembre 1977, prononce ses premiers vœux le 2 septembre 1978 et fait profession solennelle le 29 août 1981. L'année suivante, il obtient une maîtrise en théologie à la Catholic Theological Union (CTU) de Chicago,. Il enseigne ensuite la physique et les mathématiques à la St Rita of Cascia High School de Chicago pendant ses études,. Il obtient une licence en droit canonique en 1984, suivie d'un doctorat en droit canonique en 1987, tous deux de l'université pontificale Saint-Thomas-d'Aquin à Rome. Sa thèse de doctorat est une étude du rôle du prieur local dans l'ordre de Saint-Augustin. En 2014, l'université Villanova lui décerne un doctorat honorifique en sciences humaines.

## Prêtre

### Mission au Pérou

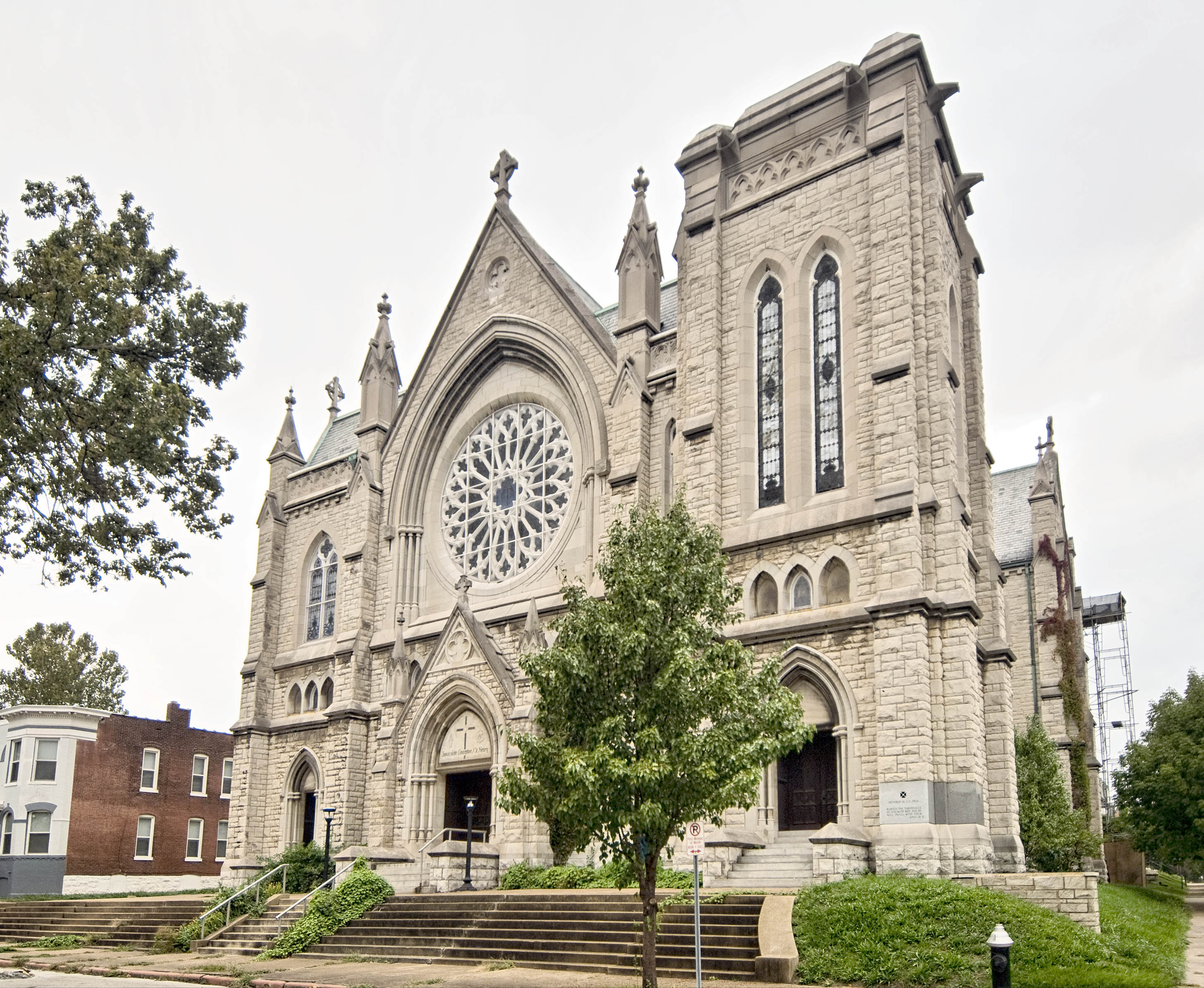
Le noviciat de Robert Francis Prevost en tant qu'augustin a eu lieu dans l'église de l'Immaculée Conception de Saint-Louis, dans le Missouri.

Robert Francis Prevost est ordonné prêtre dans l'ordre de Saint-Augustin le 19 juin 1982 à Rome par Jean Jadot,. Sa licence en droit canonique obtenue, il est envoyé en mission avec les Augustins au Pérou et devient chancelier de la prélature territoriale de Chulucanas jusqu'en 1986,.
Lors de cette première expérience au Pérou, il rencontre Gustavo Gutiérrez, qui est l'un des fondateurs de la théologie de la libération, courant associant pastorale catholique et volonté d'émanciper les plus pauvres. Bien que Prevost n'adhère alors pas entièrement à cette doctrine, il en tire un intérêt marqué pour les questions sociales et économiques.
En 1987, il est rappelé aux États-Unis comme promoteur des vocations et directeur des missions pour la province augustine de Chicago. Il retourne en 1988 au Pérou, passant les dix années suivantes à diriger le séminaire des Augustins de Trujillo et à enseigner le droit canonique au séminaire diocésain, où il est également préfet des études. Il est juge au tribunal ecclésiastique régional et membre du Collège des consulteurs de Trujillo. Il exerce un ministère paroissial à la périphérie pauvre de la ville.

### Responsabilités dans l'ordre de Saint-Augustin
En 1998, Robert Francis Prevost est élu supérieur provincial de la province augustine Notre-Dame-du-Bon-Conseil, qui couvre le Midwest américain, et retourne donc à Chicago pour prendre ce poste le 8 mars 1999.
En 2001, Robert Francis Prevost est élu prieur général des Augustins pour un mandat de six ans, renouvelé en 2007. Son élection en vingt minutes est l'une des plus rapides de l'histoire de l'Ordre,. En outre, dans la biographie qu'il consacre au futur pape, le journaliste Samuel Pruvot note qu'il est alors exceptionnellement jeune (46 ans) pour prendre la tête d'une congrégation religieuse de pareille ampleur. Durant ses deux mandats, il entreprend un tour des communautés de l'Ordre dans une cinquantaine de pays.
De 2013 à 2014, Robert Francis Prevost est directeur des études du prieuré Saint-Augustin de Chicago, ainsi que premier conseiller et vicaire provincial.

## Évêque

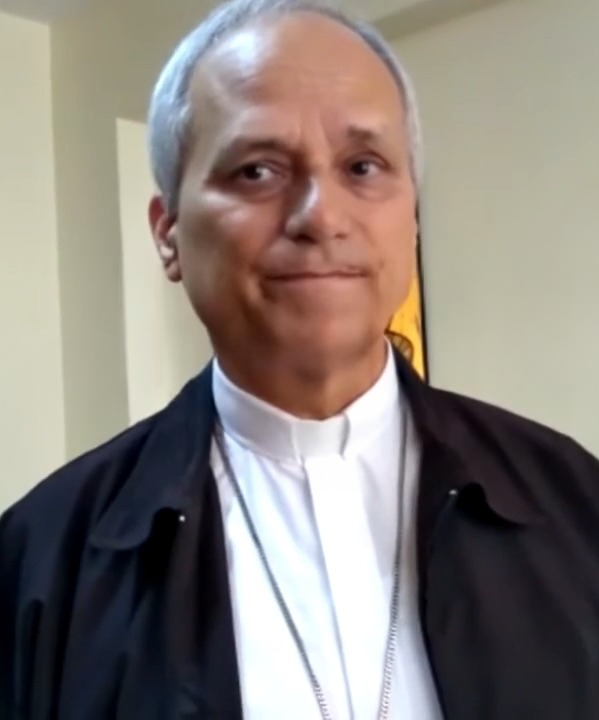
Robert Francis Prevost au cours d'un entretien avec La Industria en 2018.

### Diocèse de Chiclayo

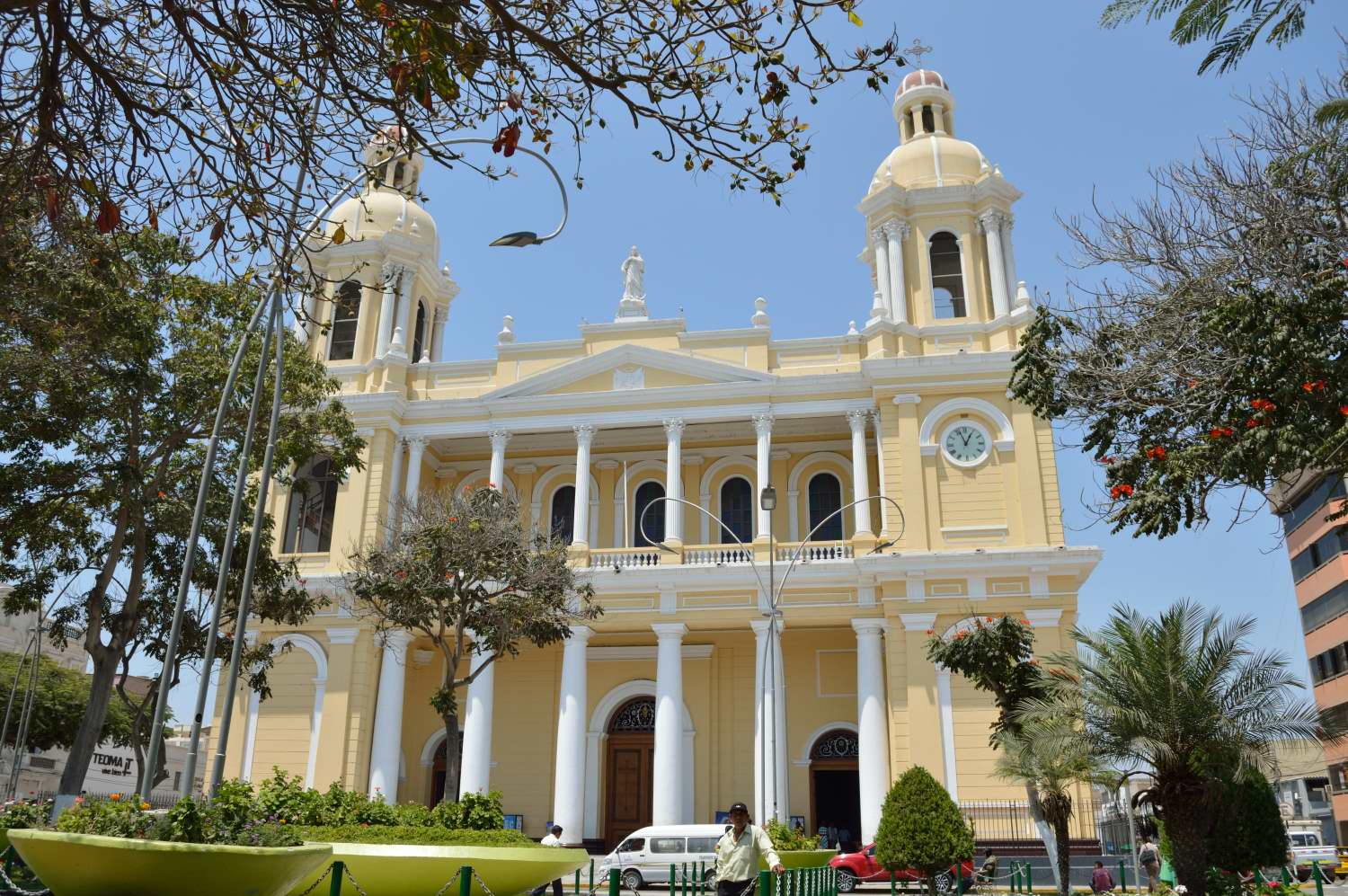
Cathédrale Sainte-Marie de Chiclayo au Pérou, où Robert Francis Prevost a été évêque diocésain de 2015 à 2023.

Le 3 novembre 2014, le pape François le nomme administrateur apostolique du diocèse de Chiclayo et évêque titulaire de Sufar,. Installé le 7 novembre 2014, il reçoit la consécration épiscopale le 12 décembre suivant des mains du nonce apostolique au Pérou, James Patrick Green,. Le 26 septembre 2015, il est nommé évêque de Chiclayo,. La même année, il acquiert la nationalité péruvienne en vertu du concordat entre le Saint-Siège et le Pérou qui oblige les évêques à être des citoyens péruviens,. Le 13 juillet 2019, il est nommé membre de la Congrégation pour le clergé.
Il prend pour devise épiscopale In Illo uno unum, expression tirée du commentaire sur le Psaume 127 d'Augustin d'Hippone où il est écrit : sed et nos multi in illo uno unum, que l'on traduit par « bien que nous soyons nombreux, nous sommes un dans le Christ ». Son blason intègre également le sceau de l'ordre de Saint-Augustin, dont il fut le supérieur général, ainsi qu'une fleur de lys représentant la Vierge Marie sous le titre d'« Immaculée Conception », patronne du diocèse de Chiclayo.
En 2018, Robert Francis Prevost est repéré par le pape François lors de sa visite au Pérou. Les deux hommes se retrouvent l'année suivante à Rome, où Robert Francis Prevost est invité à assister au chapitre général de son ordre. Du 15 avril 2020 au 26 mai 2021, il est administrateur apostolique du diocèse de Callao (Pérou),. Le 21 novembre 2020, François le nomme membre du Dicastère pour les évêques.
Au sein de la Conférence épiscopale du Pérou, Robert Francis Prevost occupe les fonctions de second vice-président, siégeant au conseil permanent, de 2018 à 2023,, et de président de la commission pour l'éducation et la culture de 2019 à 2023. Le 1er mars 2021, il est reçu en audience privée par le pape François, ce qui alimente les spéculations sur une nouvelle affectation, à Chicago ou à Rome.

### Dicastère pour les évêques
Le 30 janvier 2023, le pape François le nomme préfet du Dicastère pour les évêques et président de la Commission pontificale pour l'Amérique latine, avec le titre d'archevêque-évêque émérite de Chiclayo. Il remplace à ces fonctions le cardinal Marc Ouellet, atteint par la limite d'âge et visé par des plaintes pour agression sexuelle. Il prend ses fonctions le 12 avril 2023.

## Cardinal

### Création par le pape

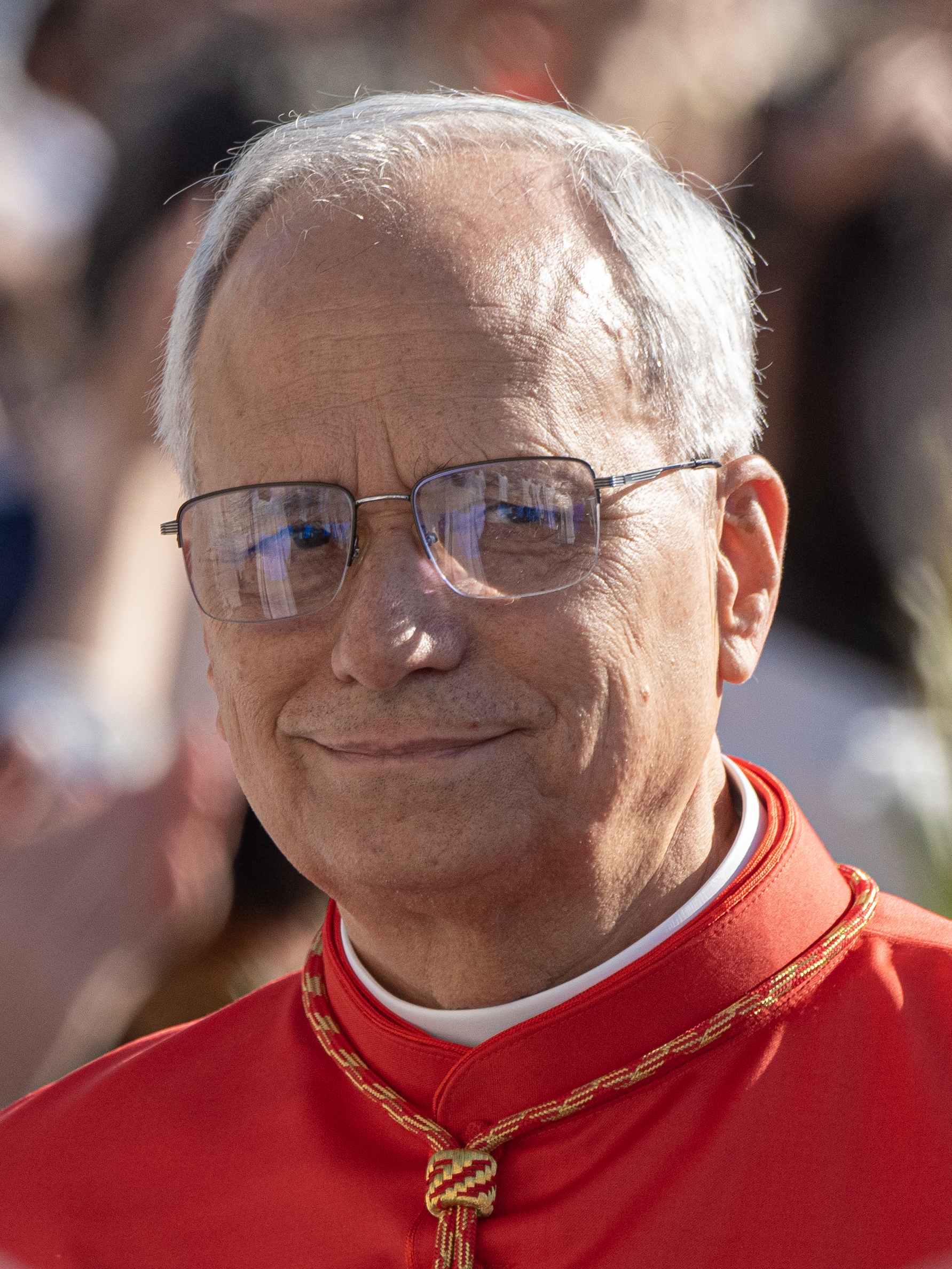
Le cardinal Robert Francis Prevost lors du consistoire en 2023.

Le 9 juillet 2023, le pape François annonce son intention de le créer cardinal lors du consistoire du 30 septembre 2023,. À cette occasion, il reçoit le titre de cardinal-diacre de Santa Monica. En tant que préfet, il joue un rôle essentiel dans l'évaluation et la recommandation des candidats épiscopaux dans le monde entier, gagnant ainsi une plus grande visibilité au sein de l'Église catholique.

### Élévation et actions
Le 6 février 2025, le pape François élève Robert Francis Prevost à l'ordre de cardinal-évêque et lui assigne le diocèse suburbicaire d'Albano. Robert Francis Prevost est actif au sein du Conseil épiscopal d'Amérique latine et des Caraïbes. Il participe à des réunions et célèbre des messes à Aguadilla (Porto Rico) en mai 2023.

## Pape de l'Église catholique

### Élection et premières célébrations
Le 8 mai 2025, Robert Francis Prevost est élu pape par le conclave après seulement quatre tours de vote, succédant à François et devenant ainsi le premier pontife américain et péruvien,,. 267e pape élu, il est considéré comme un outsider par rapport aux papabili plus en vue,, ainsi qu'un proche du pape François et un candidat de compromis,. Ses partisans ont soutenu qu'il représentait une « voie médiane digne ». Après avoir accepté son élection, il a embrassé les cardinaux en quittant la chapelle Sixtine.
Le cardinal Dominique Mamberti, protodiacre, a annoncé le Habemus papam depuis la loggia centrale de la basilique Saint-Pierre, proclamant le nom de Prevost et son nom de règne comme Léon XIV en référence au pape Léon XIII et à sa « doctrine sociale »,. Léon est apparu avec l'étole rouge pontificale traditionnelle et la mosette, des vêtements que son prédécesseur le pape François n'avait pas portés lors de son élection en 2013,,. Il a ensuite prononcé son premier discours en italien et en espagnol, et a donné la bénédiction Urbi et orbi en latin.
Le Vatican a décrit Léon XIV comme le deuxième pape de l'ordre de Saint-Augustin, après Eugène IV au XVe siècle, et le deuxième pape du continent américain après son prédécesseur François ; il est également le premier pape nord-américain,,, le premier né aux États-Unis, le premier citoyen à la fois du Pérou et des États-Unis (par double nationalité),, le premier issu d'un pays anglophone depuis Adrien IV au XIIe siècle. Polyglotte, il maîtrise l'anglais (sa langue maternelle), l'italien, l'espagnol, le portugais et le quechua qu'il a appris au Pérou,. Il lit le latin,,, le français et l'allemand,.
Le 9 mai, il célèbre sa première messe dans la chapelle Sixtine avec les cardinaux. Dans sa première homélie, il déplore le recul de la foi au profit « d'autres certitudes comme la technologie, l'argent, le succès, le pouvoir, le plaisir »,,. Il s'engage également à être le « fidèle administrateur » de l'Église catholique afin qu'elle soit le « phare qui éclaire les nuits du monde ». Le Vatican annonce dans la même journée que la messe d'inauguration du pontificat du nouveau pape aura lieu le 18 mai 2025,,. 
Le 10 mai, lors d'une rencontre avec le collège des cardinaux, il explique le choix de son nom : « Il y a plusieurs raisons, principalement parce que le pape Léon XIII, avec l'encyclique historique Rerum novarum, a abordé la question sociale dans le contexte de la première grande révolution industrielle » avant d'ajouter : « Aujourd'hui l'Église offre à tous son héritage de doctrine sociale pour répondre à une autre révolution industrielle et aux développements de l'intelligence artificielle, qui posent de nouveaux défis pour la défense de la dignité humaine, de la justice et du travail »,,. Le 11 mai, il célèbre sa première messe depuis son élection dans la crypte de la basilique Saint-Pierre, puis mène le Regina cæli, une prière à la Vierge Marie, depuis la loggia de la basilique Saint-Pierre,,. Durant cette dernière, il lance un plaidoyer pour que cessent les nombreux conflits armés en cours et pour que des solutions durables soient trouvées,.

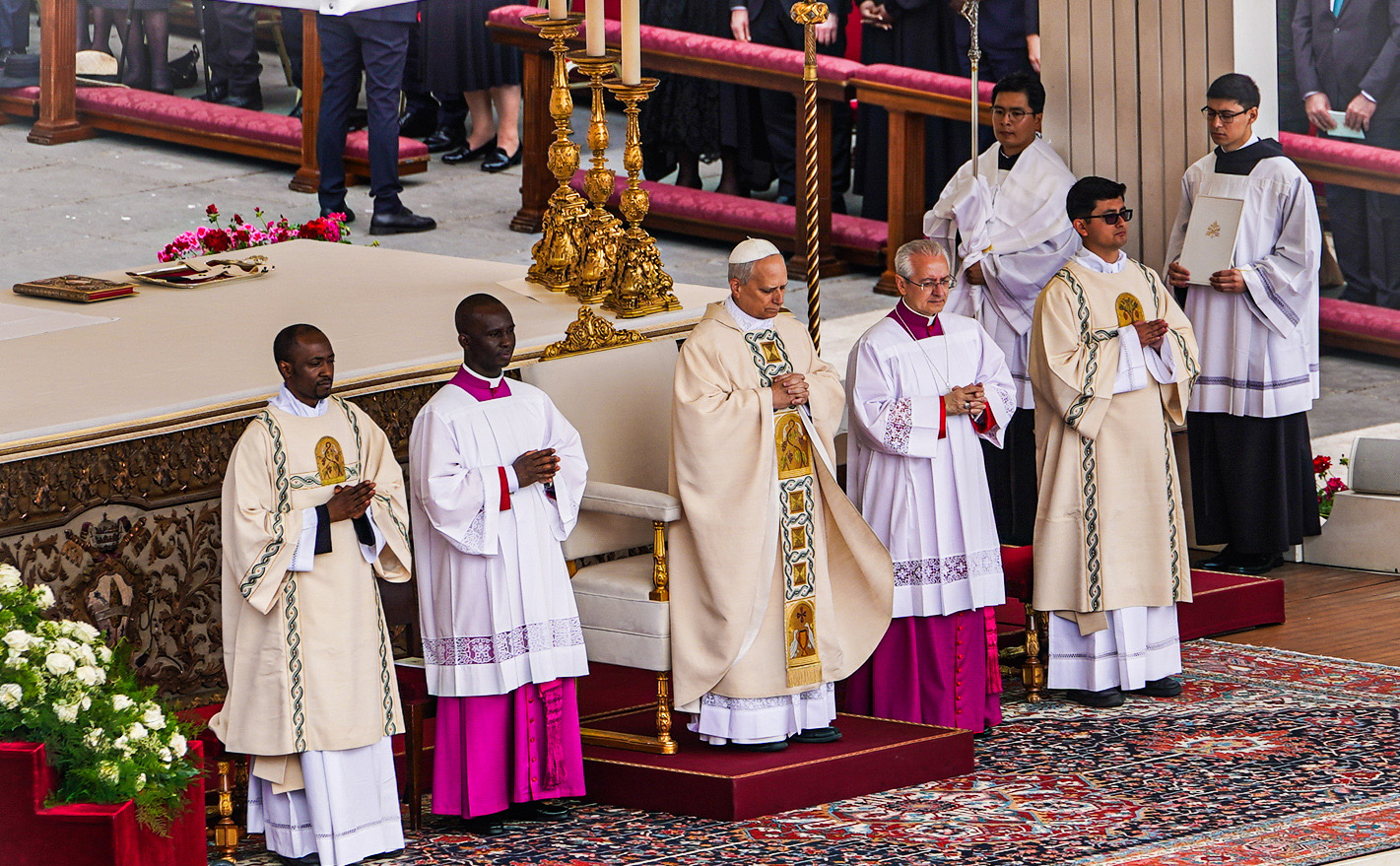
Léon XIV lors de la messe d’inauguration de son pontificat, sur la place Saint-Pierre.

Le 18 mai, Léon XIV préside la messe d’inauguration de son pontificat en tant que nouveau chef de l'Église catholique devant une foule de plus de 200 000 fidèles. 156 délégations internationales venues de 149 pays auxquels s’ajoutent les représentants de sept organisations internationales étaient également présents,. Dans son homélie, le pape dénonce « un paradigme économique qui exploite les ressources de la Terre et marginalise les plus pauvres » et appelle à plus de justice sociale,,.

### Nominations
Le 15 mai 2025, une semaine après son élection comme 267e pape, il procède à sa première nomination épiscopale qui concerne un ancien diocèse, dont il fut l'administrateur apostolique de 2020 à 2021, et nomme Miguel Ángel Contreras Llajaruna comme nouvel évêque auxiliaire à Callao, au Pérou.
Le 19 mai 2025, Léon XIV nomme Baldassare Reina chancelier de l'Institut pontifical Jean-Paul II, en remplacement de Vincenzo Paglia, et désigne l'évêque d'Ajaccio, François Bustillo, comme son envoyé spécial aux cérémonies conclusives du 350e anniversaire des apparitions du Sacré-Cœur de Jésus à Paray-le-Monial, dont la date est fixée au 27 juin de la même année.
Le 24 mai 2025, Léon XIV désigne le cardinal Robert Sarah comme son envoyé spécial au sanctuaire de Sainte-Anne-d’Auray, pour y présider les célébrations liturgiques à l’occasion du 400e anniversaire des apparitions, dont la date est fixée aux 25 et 26 juillet suivants,.

### Curie
Le lendemain de son élection, Léon XIV fait savoir que les responsables de la Curie sont prolongés dans leurs fonctions jusqu’à nouvel ordre. Dans les jours qui suivent, le nouveau pape consulte et reçoit les chefs de dicastères et rend inopinément visite au dicastère pour les évêques dont il avait la charge les deux années précédant son élection. Le 22 mai, il opère sa première nomination curiale en attribuant le poste de secrétaire du Dicastère pour les instituts de vie consacrée à une femme, Tiziana Merletti, en remplacement de Simona Brambilla, devenue préfète de ce même dicastère en janvier 2025.

### Relations internationales

#### Relations avec l'Italie
Le 15 mai 2025, Giorgia Meloni renouvelle ses félicitations pour l'élection du pape Léon XIV, réitère son soutien à l'action du Saint-Siège pour mettre fin aux conflits et assure un engagement commun pour le développement éthique de l'intelligence artificielle indique le Vatican. Le 6 juin 2025, il reçoit Sergio Mattarella, établissant ainsi la première rencontre officielle au Vatican entre le pape et le chef de l'État italien,.

#### Relations avec la France
Le 15 mai 2025, Emmanuel Macron s'entretient pour la première fois avec le pape Léon XIV. Par téléphone, le chef d'État français indique avoir « abordé les efforts à mener pour faire taire les armes partout où les conflits sévissent dans le monde, en particulier pour une paix solide et durable en Ukraine et à Gaza » avec le nouveau pape,.

#### Relations avec l'Algérie
Le 24 juillet 2025, le pape a reçu en audience Abdelmadjid Tebboune, président de la République algérienne. Cela faisait 26 années qu'un chef d'État algérien ne s'était pas rendu au Vatican. Cette visite intervient moins de trois mois après l’élection d'un pape augustin dont le maître à penser a été évêque d'Hippone, nom antique de l'actuelle Annaba dans le nord-est de l'Algérie. Dans son communiqué de presse, le Vatican informe que les échanges ont notamment porté sur « l’actuelle situation géopolitique et l’importance du dialogue interreligieux et de la collaboration culturelle dans la construction de la paix et de la fraternité dans le monde ». Deux semaines avant cette audience, le Saint-Siège avait annoncé la nomination d'un évêque français au diocèse de Constantine-Hippone resté vacant pendant plus d'un an. « Cette nomination dépasse la simple désignation d’un nouveau prélat : elle revêt une portée hautement symbolique, tant pour l’histoire de l’Église que pour le pontificat actuel » a souligné le quotidien Le Matin d'Algérie. Ce média rapporte par ailleurs que selon l'agence de presse spécialiste du Vatican, I-Media, une visite de Léon XIV en Algérie serait en préparation. Plusieurs quotidiens algériens rappellent qu'en tant que prieur général des Augustins, Robert Francis Prevost s'est déjà rendu en 2001 à Annaba et Souk Ahras (anciennement Thagaste) à l'occasion du premier colloque international sur saint Augustin et que lors de son élévation à la dignité de cardinal-diacre de Santa Monica, en 2023, il a prononcé un vibrant hommage à Thagaste, berceau de saint Augustin et de sainte Monique,,.

#### Relations avec les États-Unis
Le 19 mai 2025, Léon XIV reçoit dans la matinée J. D. Vance avec qui « la satisfaction a été renouvelée pour les bonnes relations bilatérales » et où « l’attention s’est portée sur la collaboration entre l’Église et l’État ainsi que sur certaines questions d’une importance particulière pour la vie ecclésiale et la liberté religieuse »,. Les deux hommes ont également abordé l'actualité internationale avec l'espoir que le droit humanitaire et le droit international soient respectés dans les zones de conflit.

#### Relations avec la Colombie

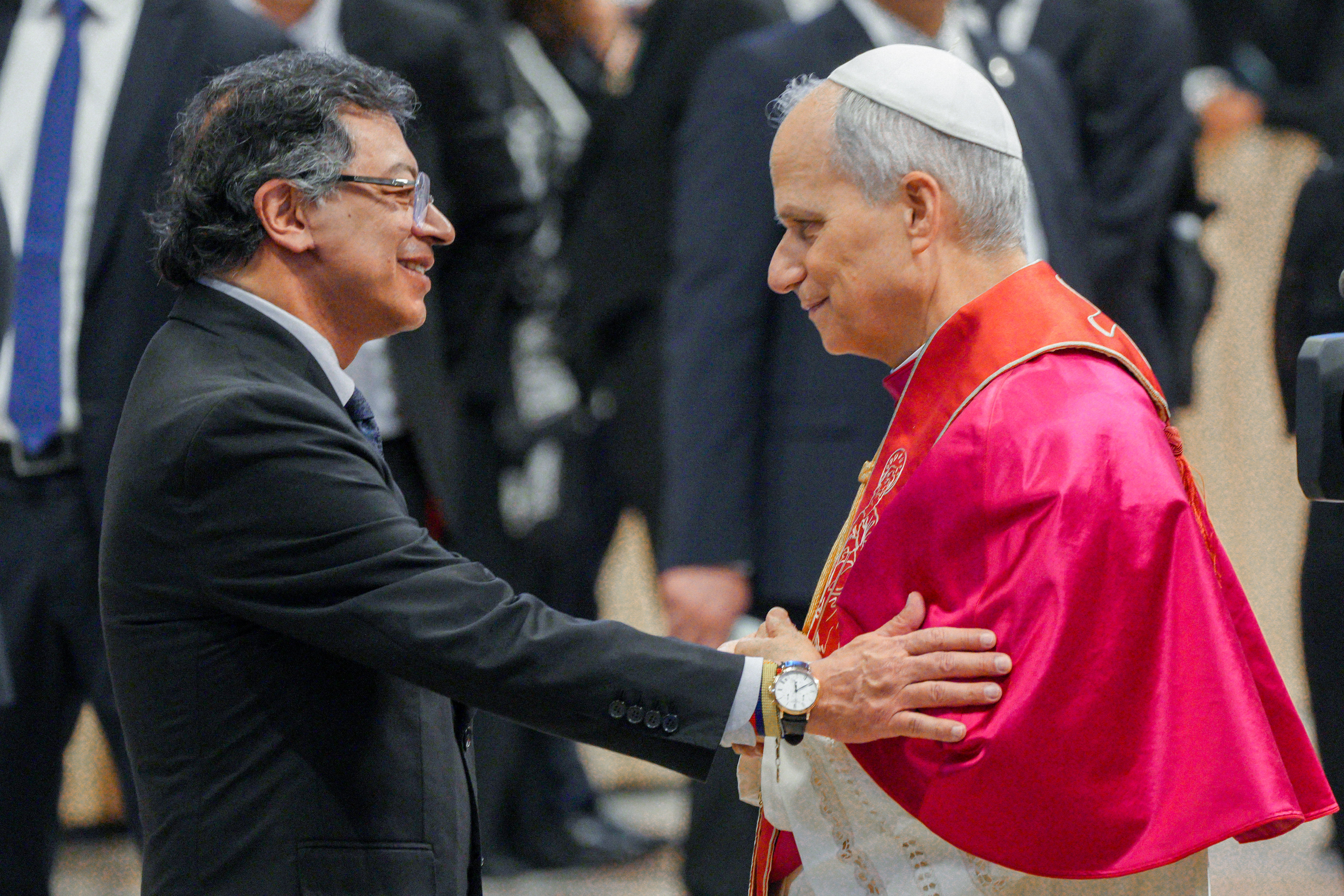
Gustavo Petro salue Léon XIV lors de la messe d'inauguration de son pontificat.

Le 19 mai 2025, Léon XIV rencontre dans l'après-midi Gustavo Petro lors d'une audience privée au palais apostolique. Avec l'archevêque Paul Richard Gallagher, secrétaire pour les relations avec les États de la secrétairerie d'État et les organisations internationales, le président colombien et ce dernier ont souligné la « collaboration positive et durable entre l'Église et l'État en faveur des processus de paix et de réconciliation ».

#### Relations avec l'Australie
Le 19 mai 2025, Léon XIV reçoit également dans l'après-midi Anthony Albanese, premier ministre de l'Australie, avec qui « un échange de vues a eu lieu sur la situation socio-politique du pays, s'attardant en particulier sur les questions d'intérêt commun, y compris la protection de l'environnement, le développement humain intégral et la liberté religieuse » indique le Bureau de presse du Saint-Siège.

#### Relations avec l'Argentine
Le 7 juin 2025, Javier Milei est reçu par le pape Léon XIV au palais apostolique,. Le président argentin rencontre par la suite le cardinal secrétaire d'État Pietro Parolin où les deux parties réaffirment « leur appréciation mutuelle des solides relations bilatérales et leur volonté de les renforcer davantage » tout en abordant « des questions d'intérêt commun, notamment les tendances socio-économiques, la lutte contre la pauvreté et l'engagement en faveur de la cohésion sociale ».

## Convictions et prises de position

### Nom de règne

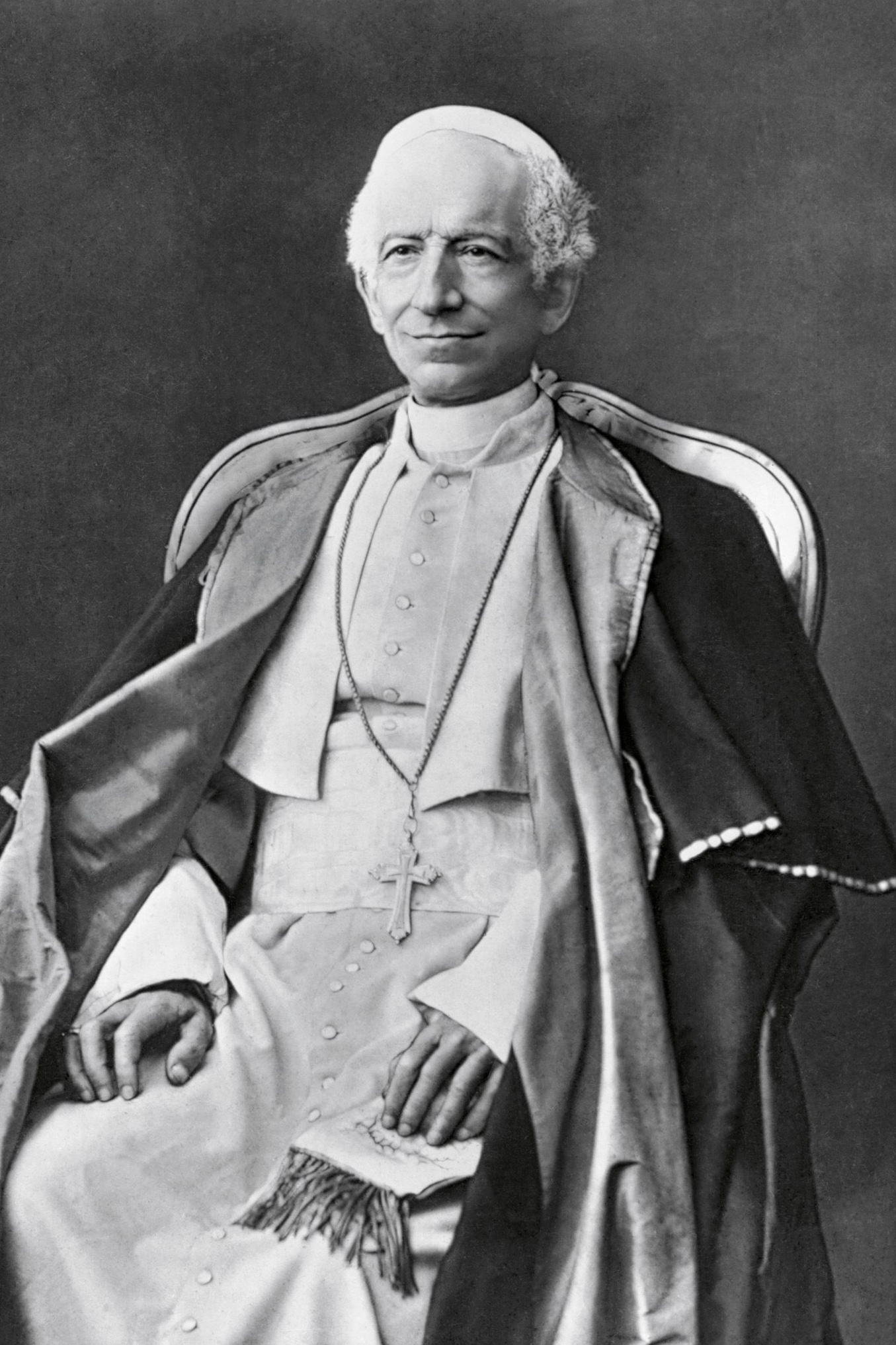
Léon XIII : Robert Francis Prevost choisit le nom de règne Léon XIV en son honneur et en raison de son enseignement social et de ses écrits.

Robert Francis Prevost choisit comme nom de règne Léon XIV en l'honneur de Léon XIII (r. 1878-1903), dont l'encyclique Rerum novarum fonde la doctrine sociale de l'Église catholique et promeut les droits des travailleurs,. Selon Matteo Bruni, directeur du Bureau de presse du Saint-Siège, ce choix est « clairement une référence à la vie des femmes et des hommes, à leur travail — même à une époque marquée par l'intelligence artificielle ».
De la même façon, pour le cardinal chilien Fernando Chomalí, le choix de ce nom exprime la préoccupation de Léon XIV devant les mutations culturelles du monde liées à l'usage de l'intelligence artificielle et de la robotique. Fernando Chomalí note à ce sujet : « Il s'inspire de Léon XIII qui, au cœur de la révolution industrielle, rédige Rerum novarum, lançant un dialogue important entre l'Église et le monde moderne ». Léon XIV évoque lui-même ces nouveaux enjeux le 10 mai 2025 : « l'Église offre à tous le trésor de sa doctrine sociale en réponse à une nouvelle révolution industrielle et aux avancées de l'intelligence artificielle, qui posent de nouveaux défis pour la défense de la dignité humaine, de la justice et du travail »,.

### Politique de l'Église
Robert Francis Prevost est un fervent défenseur de la synodalité, l'un des héritages majeurs du pape François. Il estime que la participation et la coresponsabilité de tous les fidèles répondent à la polarisation au sein de l'Église. En mai 2023, il déclare que la gouvernance épiscopale privilégie la foi plutôt que l'administration : la priorité est de « communiquer la beauté de la foi, la beauté et la joie de connaître Jésus ». Il affirme également que « l'Esprit saint pousse vers un renouveau » et que les fidèles sont « appelés à une nouvelle attitude » consistant à « écouter d'abord l'Esprit saint ». Abordant l'ordination des femmes en octobre 2023, Robert Francis Prevost déclare que la « longue tradition significative de l'Église » la rend impossible. Il exprime également ses réserves sur le diaconat féminin : « La "cléricalisation des femmes" ne résout pas nécessairement un problème, elle peut en créer un nouveau. ». Interrogé à nouveau en mai 2025 sur cette question, il indique qu'elle est étudiée par deux commissions mises en place à l'issue du synode sur la synodalité. Il approuve la présence de femmes à des postes de responsabilité, notamment au Dicastère pour les évêques,. Commentant les nominations par le pape François de trois femmes à ce dicastère en 2023, il note que parfois leurs contributions ouvrent des perspectives nouvelles.
Son premier message comme pape proclame la paix du Christ ressuscité « qui donne sa vie pour le troupeau de Dieu », apportant « une paix désarmée et désarmante ». Il poursuit ainsi la bénédiction kérygmatique de François : « Dieu prend soin de vous, Dieu vous aime, et le mal ne prévaudra pas ! ». Ses thèmes sont la lumière du Christ, l'Église missionnaire par le dialogue, la fidélité à l'Évangile, la synodalité, la paix et la justice, la proximité des souffrants et la prière mariale. Il insiste deux fois sur le refus de la peur et l'aide de Dieu pour « construire des ponts ». Sa devise est In illo Uno unum (« Dans l'Unique, nous sommes un »). Devant les cardinaux, il réaffirme son « engagement total » au concile Vatican II et souligne six points fondamentaux, dont la conversion missionnaire et la synodalité,.

### Pratiques liturgiques et cérémoniales

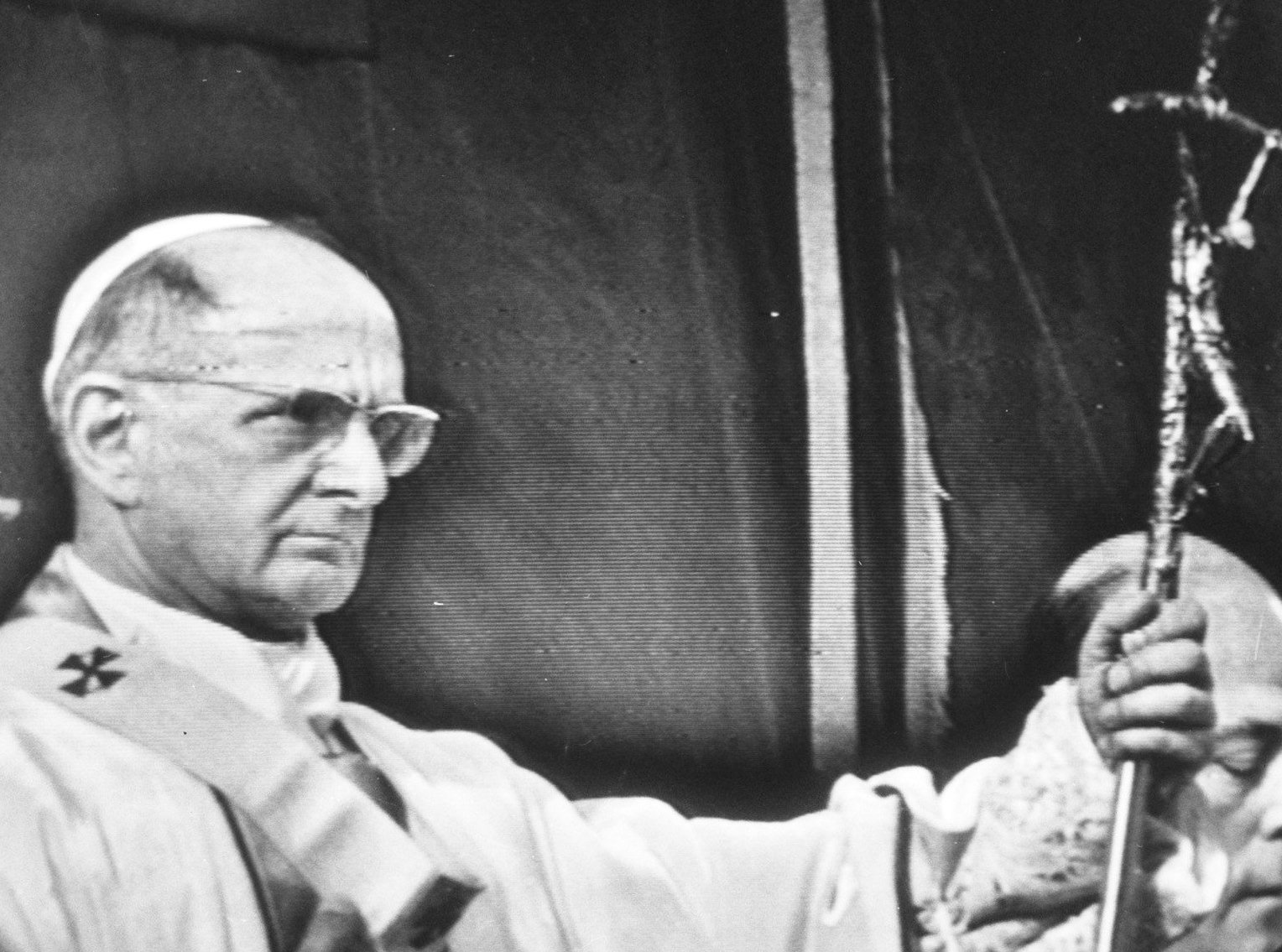
Paul VI avec sa férule présidant la clôture du concile Vatican II en 1965.

Au Pérou, Robert Francis Prevost est décrit comme un « célébrant impeccable », portant des ornements « formels »,. En août 2024, il déclare qu'« une liturgie belle fortifie la foi ». Après son élection, il porte la mosette et l'étole rouges, délaissées par le pape François,, ainsi qu'une croix pectorale contenant des reliques d'Augustin d'Hippone, de Monique et de Thomas de Villeneuve. À l'occasion de la première messe qu'il donne en tant que souverain pontife le 9 mai 2025, il emploie la férule créée pour le pape Benoît XVI, tandis que lors de sa messe d'intronisation, il utilise la férule créée par le sculpteur Lello Scorzelli, régulièrement utilisée par ses prédécesseurs Paul VI et Jean-Paul II. 

### Réseaux sociaux
Le 13 mai 2025, les réseaux sociaux officiels du pape sont réactivés, Léon XIV poursuivant ainsi la ligne de ses prédécesseurs en matière de réseaux sociaux, où il aura une présence active indique le Vatican,. Présent sur X avec le compte nommé @Pontifex, ce dernier existe également en neuf langues : anglais, espagnol, portugais, italien, français, allemand, polonais, arabe et latin. Le pape est également présent sur Instagram où il n'existe qu'un profil officiel qui est intitulé @Pontifex - Pope Leo XIV,.

### Politique et société
Dans la politique et la théologie de l'Église, Robert Francis Prevost est vu comme modéré ou centriste,. En avril 2025, La Repubblica le décrit comme une figure « cosmopolite et timide », « appréciée par conservateurs et progressistes ». Il s'oppose à l'avortement, à l'euthanasie et à la peine de mort. Il soutient les réfugiés vénézuéliens au Pérou,. Il plaide pour une réponse forte au changement climatique et, lors de son élection, choisit des soutanes recyclées, en lien avec Laudato si'.

#### Sur les thématiques LGBT
A plusieurs reprises, Robert Francis Prevost relaie sur les réseaux sociaux des publications opposées à l'« idéologie de genre » et s'exprime comme évêque de Chiclayo contre son exposé dans les programmes scolaires péruviens, affirmant qu'elle promeut des « genres inexistants ». En 2012, sous le pontificat de Benoît XVI, il critique la sympathie de la culture populaire pour le « mode de vie homosexuel » ainsi que les familles homoparentales diverses et les adoptions homoparentales,,.
Par la suite, Robert Francis Prevost déclare lors d'une interview accordée à Catholic News Service en 2023 que, par rapport à ses déclarations de 2012, « bien des choses changent » et qu'il est nécessaire que l'Église s'ouvre et accueille, mettant en avant le message du pape François de ne pas laisser les personnes se sentir exclues en raison de leurs décisions. 
Robert Francis Prevost exprime des réserves quant à la « sympathie pour des croyances et des pratiques qui contredisent l'Évangile » et n'approuve ni ne rejette pleinement Fiducia supplicans, une déclaration doctrinale sur les bénédictions des personnes engagées dans des relations de même sexe. Il affirme que les conférences épiscopales nationales doivent « interpréter et appliquer ces directives dans leurs contextes locaux, étant donné les différences culturelles ».

#### Sur le vice-président américain J. D. Vance
Le 3 février 2025, le cardinal Prevost réplique via le réseau social X à une déclaration récente du vice-président des États-Unis, J. D. Vance, catholique, qui prétendait s'appuyer sur un concept chrétien afin de hiérarchiser son amour, en priorisant sa famille et en plaçant le reste du monde en dernier. Dans son message, Robert Francis Prevost affirme ainsi : « J. D. Vance a tort : Jésus ne nous demande pas de hiérarchiser notre amour pour les autres ». 

#### Sur la question israélo palestinienne
Lors de la conférence de l'ONU organisée par la France et l'Arabie saoudite du 28 au 30 juillet 2025, le représentant du Vatican auprès de l'Organisation des Nations unies, l'archevêque Gabriele Caccia, a fait savoir que Léon XIV soutenait « la solution à deux États » qu'il considère comme « la seule voie viable et équitable vers une paix juste et durable ».

#### Sur l'invasion de l'Ukraine par la Russie en 2022
Dès sa première messe dominicale en tant que pape, Léon XIV se démarque de son prédécesseur sur le dossier ukrainien. Fidèle à la position qu'il avait prise en tant qu'évêque lors du déclenchement du conflit, il demande pour l'Ukraine « une paix authentique, juste et durable » qui se différencie du « pacifisme total », mettant agresseur et agressé sur le même plan, dont semblait se réclamer le pape François. Le 12 mai 2025, le président ukrainien Volodymyr Zelensky annonce avoir invité le pape Léon XIV en Ukraine et demande l'aide de ce dernier pour rapatrier les enfants ukrainiens enlevés en Russie pendant la guerre,,.

#### Sur les médias

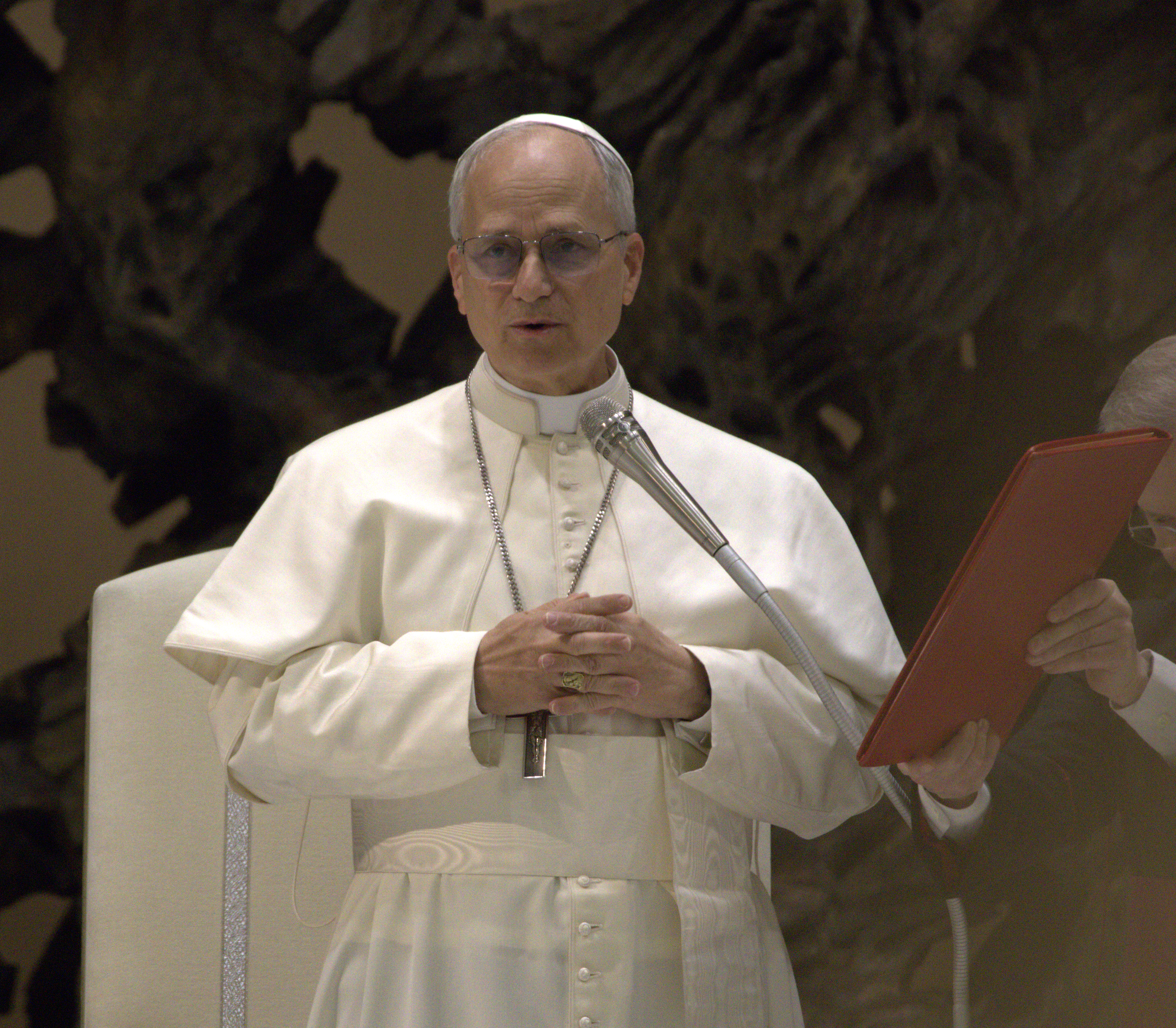
Le pape Léon XIV dans la salle Paul VI lors de sa première audience en tant que souverain pontife avec les médias (2025).

Dans un entretien de mai 2023, Robert Francis Prevost souligne la nécessité de prudence et de responsabilité dans l'usage des réseaux sociaux afin d'éviter de « nourrir les divisions et la controverse » et de « faire du tort à la communion de l'Église ». Cette position s'accorde avec sa discrétion et son habitude de s'exprimer « avec prudence et de manière réfléchie » que souligne Christopher White, correspondant au Vatican du National Catholic Reporter.
Le 12 mai 2025, lors de l'audience qu'il accorde à plus de 3 000 journalistes de la presse internationale dans la salle Paul VI du Vatican, Léon XIV demande en préambule la « libération des journalistes emprisonnés pour avoir cherché et raconté la vérité ». Il rappelle ensuite la nécessaire protection du « précieux bien de la liberté d'expression et de la presse » : « L'Église reconnaît dans ces témoins — ceux qui relatent la guerre même au péril de leur vie — le courage de ceux qui défendent la dignité, la justice et le droit des peuples à être informés » ajoutant que « seuls les peuples informés peuvent faire des choix libres » et demandant de « choisir avec conscience et courage le chemin d'une communication de paix » et de ne « jamais céder à la médiocrité ». Il rappelle également la « responsabilité et [le] discernement » que nécessite le défi de l'intelligence artificielle, ajoutant qu'« une communication bruyante, musclée, n'est pas nécessaire » mais plutôt « une communication capable d'écoute et de recueil de la voix des faibles qui n'ont pas de voix ». Il appelle à « poursuivre une communication différente, qui ne recherche pas le consensus à tout prix, qui ne se pare pas de mots agressifs, qui n'épouse pas le modèle de la compétition, qui ne sépare jamais la recherche de la vérité de l'amour avec lequel nous devons humblement la rechercher »,,.

## Controverses sur sa gestion d'affaires d'abus sexuels
Les critiques contre Robert Francis Prevost émanent notamment de l'association américaine Survivors Network of those Abused by Priests (SNAP) qui exprime dans un communiqué paru le jour même de son élection, ses « vives inquiétudes quant à sa gestion de cas d'abus sexuels ». L'association annonce avoir envoyé précédemment une requête dans ce sens au cardinal Pietro Parolin, secrétaire d'État, ainsi qu'une lettre au pape François. Le SNAP vise deux affaires distinctes : l'une à Chicago en 2000, alors que Robert Francis Prevost était supérieur provincial des Augustins dans cette ville, l'autre en 2007 dans le diocèse de Chiclayo au Pérou, dont il a été évêque entre 2014 et 2023,,. 

### L'affaire James Ray à Chicago
En février 2021, le Chicago Sun-Times révèle pour la première fois, sur la base d'archives rendues publiques en 2014 par l’Église catholique aux États-Unis, que le prêtre James Ray est accusé d'avoir sexuellement agressé des jeunes garçons entre 1990 et 1999. Sans mentionner Robert Francis Prevost, le quotidien révèle également que James Ray a été autorisé à s’installer dans un couvent des augustins proche d’un établissement scolaire catholique, alors que des courriers échangés par des responsables ecclésiaux assuraient qu'il n'y avait « pas d'école à proximité »,. Le média catholique conservateur The Pillar (en) reprend l'information en relevant que Robert Francis Prevost était alors à la tête des augustins. Il estime qu'il n'y a pas eu de sa part de violation du droit canon dans l'installation du prêtre à proximité d'une école, mais note que « des déplacements de ce type ont été critiqués par les défenseurs des victimes, alors qu'ils ne suscitaient autrefois que peu d'inquiétudes de la part des responsables ecclésiaux ». Le média suggère que Robert Francis Prevost, promis en 2021 à de hautes fonctions à Rome ou à la tête d'un grand diocèse américain, fasse amende honorable à l'instar du cardinal Blase Cupich, archevêque de Chicago, qui a reconnu que ce lieu était inapproprié. Selon le quotidien Libération, les archives font allusion à une visite des lieux par des augustins en compagnie de James Ray, mais rien n'indique que Robert Francis Prevost y ait pris part. Il semble que son rôle en 2000 se soit cantonné à autoriser l'hébergement du prêtre chez les augustins, mais pas précisément à cet endroit que James Ray a par la suite quitté en 2002,. 

### L'affaire de violences sexuelles dans le diocèse de Chiclayo
En avril 2022, trois femmes du diocèse de Chiclayo, issues de la même fratrie, rapportent à l'évêque Robert Francis Prevost qu'elles ont été victimes d'agressions sexuelles de la part de deux prêtres, dont l'un était proche de leur famille, ayant débuté en 2007 alors qu'elles étaient mineures. Le premier, atteint d'une maladie dégénérative, n'a plus aucun ministère. Le second est démis de ses fonctions et un rapport est envoyé en juillet au Dicastère pour la doctrine de la foi (DDF) selon les déclarations du diocèse,.
En janvier 2023, la procédure judiciaire civile s'interrompt par manque de preuves et en raison de la prescription des faits, ce dont le DDF est averti, qui clôt à son tour l'affaire en juillet en se conformant à la décision de la justice péruvienne,,. En décembre de la même année, l'une des plaignantes rend publiques ses accusations sur les réseaux sociaux et dit avoir trouvé d'autres victimes. En juillet 2024, les trois sœurs affirment à la presse que Robert Francis Prevost n'aurait pas ouvert de procédure canonique « substantielle ou sérieuse » après leur signalement ajoutant en septembre que l'ancien évêque de Chiclayo aurait même à dessein négligé d'envoyer à Rome le dossier complet. Ces accusations sont relayées au Pérou par la chaîne conservatrice América Televisión, qui estime que « l’Église n’a pas enquêté en profondeur sur l’affaire ». Cette médiatisation conduit le diocèse de Chiclayo, dirigé par Guillermo Antonio Cornejo Monzón (de), à souligner que Robert Francis Prevost a reçu personnellement les victimes, les a encouragées à déposer plainte et a lancé une enquête canonique confiée au DDF selon la procédure prévue par l’Église catholique,. Le SNAP relaie également en mars 2025 ces accusations en estimant dans une lettre adressée au pape François que « sous la direction du cardinal Prevost, le diocèse de Chiclayo n’a pas enquêté sur les allégations de violences [exprimées par les plaignantes] et a déformé leur témoignage dans le rapport au Dicastère pour la doctrine de la Foi, empêchant ainsi une évaluation précise de l’affaire ». 
Selon le journaliste d'investigation Pedro Salinas, spécialiste de l'organisation catholique proche de l'extrême droite péruvienne Sodalicio, dissoute en avril 2025 sur ordre du pape François, ces accusations portées contre Robert Francis Prevost sont fallacieuses : elles ont été propagées par Sodalicio en représailles parce que le prélat avait personnellement dénoncé les dérives de cette organisation auprès du pape François, et visaient à le discréditer comme papabile à quelques jours du conclave,,,,. La chaîne espagnole La Sexta se range à cet avis et rappelle que Robert Francis Prevost a publiquement encouragé en 2019 les victimes de violences sexuelles commises par des prêtres à déposer plainte et a affirmé que l’Église catholique se devait de rejeter « les dissimulations et les secrets »,. L'enquête journalistique menée en juin 2025 par le quotidien La Croix estime qu'en l'état actuel des connaissances « accuser le futur Léon XIV d’avoir sciemment dissimulé des faits graves relève [...] du mensonge : ni les dossiers examinés, ni les témoignages disponibles ne permettent de conclure à une volonté de couvrir les auteurs d’abus. »

## Loisirs
Robert Francis Prevost se décrit comme un « joueur de tennis amateur ». Quelques jours après son élection, il a reçu le champion de tennis italien Jannik Sinner. 
Il est aussi un supporter de longue date des White Sox de Chicago de la Ligue majeure de baseball (LMB),. Il était d'ailleurs présent au US Cellular Field (aujourd'hui Rate Field) à Chicago pour le premier match des World Series 2005,. Il soutient également l'équipe sportive de l'université Villanova, en particulier l'équipe masculine de basket-ball des Wildcats. 
Il joue régulièrement à des jeux de lettres comme Wordle et Words with Friends avec ses frères,.

## Armoiries

### Armes de Robert Francis Prevost, cardinal
| Blason | Blasonnement : Taillé en 1, d'azur à la fleur de lis d'argent ; en 2, d'argent, au cœur enflammé de gueules et transpercé d'une flèche du même posée en barre la pointe en bas, le tout posé sur un Évangile. In illo uno unum « Nous sommes un en lui seul [le Christ] ». |

### Armes deLéonXIV, pape
| Blason | Blasonnement : Taillé en 1, d'azur à la fleur de lis d'argent ; en 2, de blanc, au cœur enflammé de gueules et transpercé d'une flèche du même posée en barre la pointe en bas, le tout posé sur un Évangile fermé au naturel. In illo uno unum « Nous sommes un en lui seul [le Christ] ». |

Les emblèmes pontificaux de Léon XIV reprennent ceux qu'il avait choisis lors de sa consécration épiscopale : le lys blanc, symbole de la pureté mariale, et le livre fermé (la Bible) sur lequel repose un cœur transpercé d'une flèche qui évoque la conversion de saint Augustin Le fond blanc (ici couleur ivoire) peut être lu selon le Vatican « comme un symbole de sainteté et de pureté » ainsi que l'indique le blanc de la soutane papale. L'ivoire utilisé pourrait rappeler « la nuance chromatique employée pour certains vêtements sacerdotaux et ornements liturgiques ». Le chapeau cardinalice est remplacé par la mitre d'évêque et non la tiare papale, le blason comprenant désormais les clefs de saint Pierre « en référence au pouvoir de lier et de délier accordé par le Christ à l'apôtre et à ses successeurs ».
Le pape garde aussi sa devise d'évêque tirée d'un commentaire de saint Augustin sur le psaume 127.

## Distinctions

### Décorations vaticanes (2025)
À la suite de son élection, Léon XIV est grand maître des ordres suivants : 
- Ordre du Christ ;
- Ordre de l'Éperon d'or ;
- Ordre de Pie IX ;
- Ordre de Saint-Grégoire-le-Grand ;
- Ordre de Saint-Sylvestre.

### Décorations étrangères
- Bailli grand-croix d'honneur et de dévotion de l'ordre souverain de Malte ( Ordre souverain de Malte, reçu à Versailles le 11 février 2025)[244]. Il est ainsi, après Jean XXIII et Benoît XVI, le troisième pape membre de cet ordre.

## Généalogie épiscopale
- Cardinal Scipione Rebiba[65] † (1541)
- Cardinal Giulio Antonio Santori[65] † (1566)
- Cardinal Girolamo Bernerio[65], O.P. † (1586)
- Archevêque Galeazzo Sanvitale[65] † (1604)
- Cardinal Ludovico Ludovisi[65] † (1621)
- Cardinal Luigi Caetani[65] † (1622)
- Cardinal Ulderico Carpegna[65] † (1630)
- Cardinal Paluzzo Paluzzi Altieri degli Albertoni[65] † (1666)
- Pape Benoît XIII[65], O.P. † (1675)
- Pape Benoît XIV[65] † (1724)
- Pape Clément XIII[65] † (1743)
- Cardinal Marcantonio Colonna[65] † (1762)
- Cardinal Hyacinthe-Sigismond Gerdil[65] † (1777)
- Cardinal Giulio Maria della Somaglia[65] † (1788)
- Cardinal Carlo Odescalchi[65] † (1823)
- Évêque Eugène de Mazenod[65] † (1832)
- Cardinal Joseph Hippolyte Guibert[65] † (1842)
- Cardinal François Richard de La Vergne[65] † (1872)
- Cardinal Pietro Gasparri[65] † (1898)
- Cardinal Clemente Micara[65] † (1920)
- Cardinal Antonio Samorè[65] † (1950)
- Cardinal Angelo Sodano[65] † (1978)
- Évêque Anunciado Serafini (en)[65] † (1935)
- Évêque James Patrick Green[65] † (2006)
- Pape Léon XIV (2014)